# 城北街道 (扬州市)
城北街道，原为城北乡，是中华人民共和国江苏省扬州市邗江区下辖的一个乡镇级行政单位。2019年12月，撤乡设街道，区划代码为321003011。
2020年3月25日，将城北街道分设为城北街道和竹西街道。行政区划变更后，城北街道下辖三星、槐南2个村委会和卜杨、鸿福、佳家花园、花都汇4个居民委员会。

## 行政区划
城北街道下辖以下地区：
卜扬社区、鸿福社区、槐南村和三星村。